# اتحاد فنلندا لكرة القدم
تأسس الاتحاد الفنلندي لكرة القدم في عام 1907م وانضم إلى الإتحاد الدولي لكرة القدم في 1908م وإنضم إلى الاتحاد الأوروبي لكرة القدم في 1954م.